# Marc Boyer
Pour les articles homonymes, voir Boyer.
Marc Boyer (né le 1er janvier 1926 à Lyon et mort le 6 août 2018 à Valence) est un historien français spécialisé dans le tourisme.
Fondateur du Centre de tourisme de la Faculté d'Aix et du Département de tourisme de l'Université Lumière de Lyon. L'apport de Marc Boyer a été d’unir l’ensemble des disciplines intéressées par le tourisme pour démontrer que cet objet de recherches est « un monde en soi », et que les conséquences du tourisme sur la société, sur l’environnement et sur l’économie, sont de première importance. Il offre une définition de son sujet dans son ouvrage de 1972, Le Tourisme : « Ensemble des phénomènes résultant du voyage et du séjour temporaires de personnes hors de leur domicile en tant que ce déplacement satisfait, dans le loisir, un besoin culturel de la civilisation industrielle ».
En 1987, il fonde avec Asterio Savelli, sociologue du tourisme à l'université de Bologne Alma-Mater et une équipe d'historiens et de sociologues italiens et d'Europe méditerranéenne, l'Association Méditerranéenne de Sociologie du Tourisme. Cette association se réunit en congrès tous les deux ans, le dernier s'étant tenu en octobre 2019 à Kotor (Monténégro), où un hommage a été rendu à Marc Boyer, ancien président, par Philippe Clairay, historien du tourisme. En 2006, Marc Boyer a été distingué par l'Académie française qui lui a décerné son Prix Guizot pour Le Thermalisme dans le Grand Sud-Est de la France paru aux Presses universitaires de Grenoble.

## Biographie
Sa thèse d'État, soutenue "tardivement" avec 2 340 pages, est considérée comme une référence de cette forme universitaire
L’invention du tourisme dans le Sud-Est (XVIe-XIXe), thèse Doctorat d’État, 1997, 21 fasc., 2 340 p.
Il meurt le 6 août 2018. Des représentants de la communauté scientifique, spécialistes du tourisme, rendent hommage à celui qu'ils considèrent comme un « pionnier » de ce champ de recherche à la « production scientifique majeure ».

## Principales publications
- Le musée colonial de Marseille, 1954, Marseille: Arts et livre de Provence.
- Le tourisme, 1972, [1re éd.], Paris, Le Seuil.
- La communication touristique, 1994, avec Philippe Viallon, Paris, Presses universitaires de France, coll. « Que sais-je ? »
- L'Invention du tourisme, coll. « Découvertes Gallimard / Culture et société » (no 288), 1996, Gallimard.
- Le tourisme de l’an 2000, 1999, Lyon, PUL.
- Histoire de l’invention du tourisme dans le Sud-Est de la France XVIe-XIXe, 2000, La Tour d’Aigues, L’Aube, 333 p.
- L'art d'être touriste. 2001, Paris, Fayard.
- L’hiver dans le Midi, 2002, La Tour d’Aigues, L’Aube. ; rééd. 2010, L'Harmattan.
- Vade-mecum - Le tourisme en France, 2003, Caen, Éditions Management et société
- Le Thermalisme dans le Grand Sud-Est de la France, 2005, Grenoble, Presses universitaires de Grenoble.
- Histoire générale du tourisme du XVIe   au   XXIe siècle, 2005, L'Harmattan.
- Le tourisme de masse, 2007, L'Harmattan.
- La Maison de campagne XVIIIe – XXIe siècle. Une histoire culturelle de la résidence de villégiature. 2007, Paris, Autrement.
- Les villégiatures du XVIe   au   XXIe siècle. Panorama du tourisme sédentaire. 2008, Caen: EMS (Éditions Management et Société).
- Les Savoyards et le Tourisme depuis l’Annexion (actes du 42e Congrès des Sociétés savantes de Savoie, Albertville, 13-14 septembre 2008), 2009, Montmélian La Fontaine de Siloé (introduit et présenté par).
- Ailleurs. Histoire et Sociologie du Tourisme. 2011, Paris, L'Harmattan.